# Bryobia aegyptiacus
Bryobia aegyptiacus är en spindeldjursart som först beskrevs av Zaher, Gomaa och El-Enany 1982.  Bryobia aegyptiacus ingår i släktet Bryobia och familjen Tetranychidae. Inga underarter finns listade.